# Dachsbach (Fichtenberger Rot)
Der Dachsbach ist ein Bach auf der Hochfläche des Mainhardter Waldes, der längstenteils an der Grenze der Landkreise Heilbronn und Schwäbisch Hall im nordöstlichen Baden-Württemberg fließt. Nach über 4 km langem Lauf etwa nach Süden mündet er nach Passieren des Dorfes Finsterrot der Gemeinde Wüstenrot von links in die obere Fichtenberger Rot.
Ebenfalls Dachsbach genannt wird ein mit etwa 11⁄2 km merklich kürzerer linker Zufluss des Dachsbach-Hauptstrangs an dessen Unterlauf zwischen Wüstenrot und dessen ehemaliger Mühle.

## Geographie

### Quelle und Verlauf
Der Dachsbach entsteht dicht am Nordrand des Mainhardter Waldes im Ortsbereich von Wüstenrot-Neuhütten auf einer Wiese am Ostfuß des Steinknickles. Von hier quert er zunächst verdolt das Dorf an einer Engstelle der Bebauung in Richtung Osten. Wo er nach 150 Metern die Öhringer Straße (L 1090) bei der Einmündung der Seitenstraße „In der Hohl“ kreuzt, ist im Straßenverlauf schon eine kleine Geländewelle zu bemerken. Nach einem Viertelkilometer läuft er offen, verlässt dann das Weichbild des Dorfes und zieht fast baum- und strauchlos in sehr geradem Graben durch eine flache Wiesenmulde. Drei Viertelkilometern später erfährt er den ersten spärlichen Zufluss von links aus einem Graben von der Schule an der Nordspitze des Dorfes her, ab hier dreht er langsam nach Südosten. Etwa einen Kilometer bachabwärts ergießt sich das erste bedeutendere Gewässer in ihn, der dem Rehsee entfließende Rehgraben. Der vereinte Bach fließt von nun an beständig in südliche Richtungen, zunächst am Ostrand des Dorfes, dem auf der anderen Seite der Talmulde bald der Plapphof gegenüberliegt.
Zwischen Plapphof und Lauxenhof im Westen hat sich die Talmulde etwas stärker eingetieft. Von Westen her erreicht den Dachsbach dort der fast ebenso lange Kühhofer Graben vom Waldsportplatz im Westen. Danach passiert er die Kläranlage des Dorfes und tritt unterhalb in ein altes Seebett ein, das heute nur mehr eine baumbestandene und sumpfige Niederung ist, die zu den Lauxenseen gerechnet wird. Ab hier bis zu seiner Unterquerung der B 39 läuft der Dachsbach am Westrand des großen Waldgebietes, das ebenfalls Dachsbach heißt. Die Gemeindegrenze von Mainhardt stößt im Seebereich, einem kleinen Waldzufluss aus dem Osten folgend, auf den Dachsbachlauf und zieht sich dann fast ebenso weit im Uferbereich nach Süden. Gleich nach dem Damm des abgelassenen Sees fließt von rechts ein weiterer Seitenbach zu, der wenige Meter zuvor den größten und langgestreckten letzten der drei anderen Lauxenseen durchlaufen hat.
Nachdem er wenig talabwärts die etwa 200 m lange Schilfzone vor diesem durchzogen hat, fließt der Dachsbach etwa zweieinhalb Kilometer unterhalb seiner Quelle in den großen Finsterroter See ein, an dessen Westufer, gleich nach dem Zulauf eines kleinen Seitenbaches vom Gewann Ochsenmarkt her, im Sommer Badebetrieb herrscht. Am Seeende zieht sich die Wüstenroter Ortschaft Finsterrot den rechten Hügel herab, von dort kommend durcheilt die B 39 das Tal, rechts begleitet von einem Nebental mit einer kleinen Seenkette. Mit diesem Zufluss jenseits der B 39 vereint, passiert der Dachsbach sogleich vor dessen Damm einen weiteren See von der Größe des Finsterroter Sees am linken Ufer. Südlich-parallel zur einzigen Siedlungsstraße Auf dem Berg des Finsterroter Dörfles zieht ein weiterer kurzer Zulauf von rechts zum See.
Einen bedeutenderen Zufluss erfährt der Dachsbach jedoch am Ende des Sees von der linken Seite. Dieses knapp zwei Kilometer lange, gleichfalls Dachsbach genanntes Gewässer entsteht in der Mitte des Waldgebietes Dachsbach und läuft wie der Hauptbach im Wesentlichen südwärts. An der Nordostspitze des Sees speist er diesen durch den Damm, worauf sein eigener Durchfluss stark abfällt. Erst mit dem Zufluss des halb so langen Neubruchbachs von Osten längs der östlichen Talsteige der B 39 führt er wieder mehr Wasser, kurz vor der Einmündung in den längeren Dachsbach kommt noch der Abfluss des Sees hinzu.
Nach weniger als 200 Metern Lauf durch einen kleinen Auenwald passiert der durch seinen Namensbruder verstärkte Dachsbach die frühere Mühle von Finsterrot. Dort quert ihn eine niederrangige Straße. Von nun an fließt er teils durch die Auenwiese Herrenwiese, häufiger an deren Ostrand zum sich den linken Talhang bis zur Aue herabziehenden Wald mehr oder weniger geschlungen weiter in Richtung Süden und tritt dabei bald ins Naturschutzgebiet Wiesen im Rot- und Dachsbachtal bei Finsterrot ein. Nach einem Doppel-Mäander in der Wiese mündet aus der bewaldeten Glasklinge ein letzter Bach von etwa einem Kilometer Länge aus dem Nordosten zu.
Schließlich fließt der Dachsbachs selbst 150 Meter weiter und eben noch im Naturschutzgebiet von links und auf 447,6 m ü. NHN in die obere Fichtenberger Rot ein, die dort von Westen kommt und an der Einmündung des Dachsbachs nach Südosten abknickt.
Der Dachsbach mündet nach 4,3 km langem Lauf mit mittleren Sohlgefälle von etwa 11 ‰ rund 47 Höhenmeter unterhalb seines Ursprungs am Steinknickle.

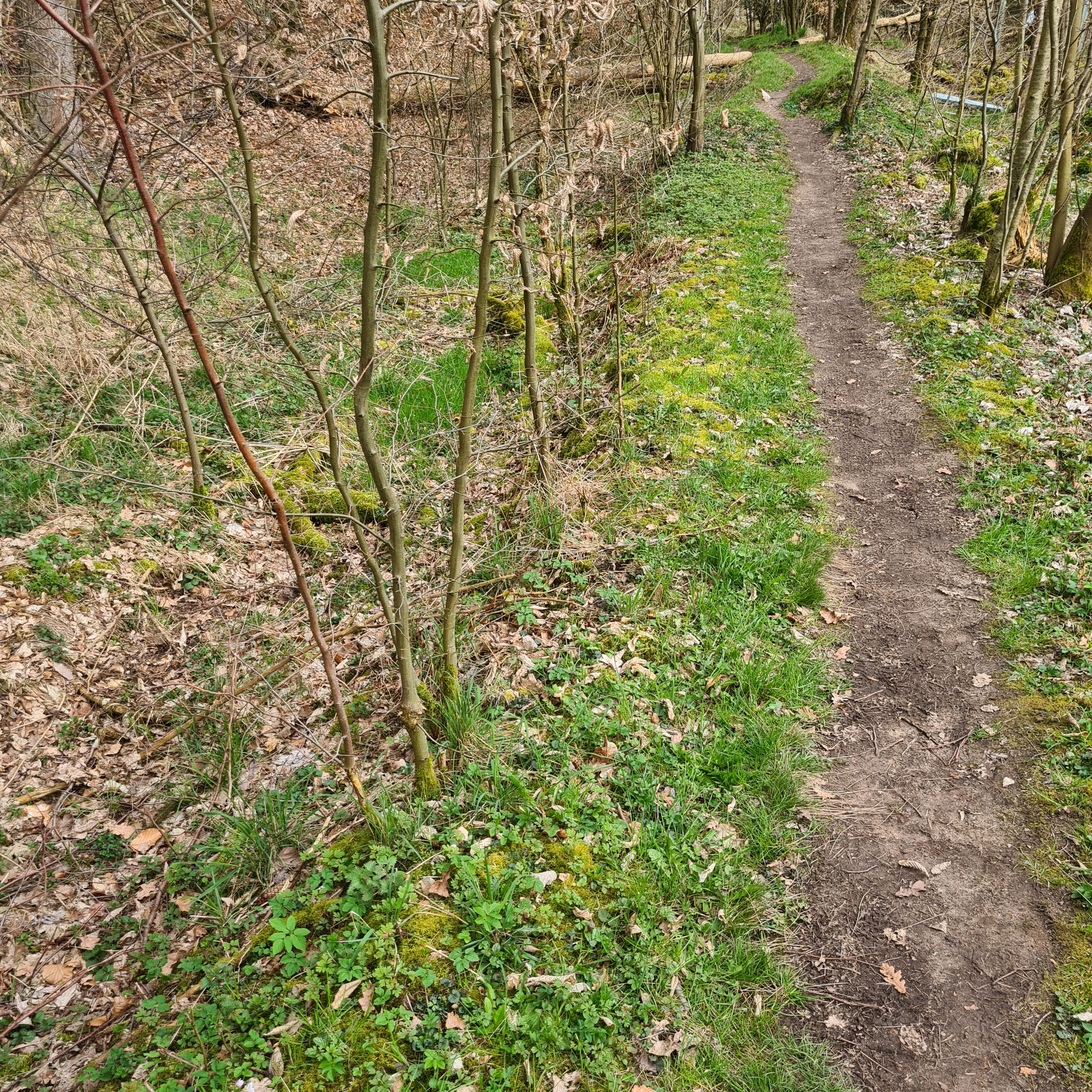
Wanderweg mit linksseits dem trockengefallenen oberen Teil des Mühlkanal zur Großerlacher Schlossmühle

Ein Vergleich mit einer älteren topographischen Karte aus der ersten Hälfte des 20. Jahrhunderts zeigt, dass der Dachsbachs damals in einen wenig oberhalb linksseits von der Fichtenberger Rot abgegangenen Mühlkanal einfloss, der zur fast einen Kilometer weiter abwärts linksseits der Rot stehenden Großerlacher Schlossmühle führt und dort in die Rot zurückfließt, heute aber an seinem Oberlauf trocken liegt.

### Einzugsgebiet
Der Dachsbach hat ein 6,2 km² großes Einzugsgebiet, das naturräumlich im Hinteren Mainhardter Wald liegt, einem Teil der Unterraums Mainhardter Wald der Schwäbisch-Fränkischen Waldberge. Die zwei höchsten Punkte liegen am Nordrand auf zwei Hochebenenkuppen, beim Turm auf dem Steinknickle (527,1 m ü. NHN) am nordwestlichen und beim Wasserreservoir nahe dem Blindenmannshäusle (511,6 m ü. NHN) am nordöstlichen Eck des Einzugsgebiets.
Auf rund einem Drittel des Einzugsgebietes steht Wald, weit überwiegend linksseits des Mittel- und Unterlauf des längeren, rechten Dachsbachs, wo im großen geschlossenen Waldgebiet Dachsbach der kürzere Dachsbach entsteht. Im offenen Teil des Einzugsgebietes liegen weit überwiegend Wiesen und Weiden und nur wenige Äcker. Vom Einzugsgebiet gehört etwa ein gutes Drittel im Osten zur Teilgemarkung Ammertsweiler der Gemeinde Mainhardt, ein Fünftel im Südwesten zur Teilgemarkung Finsterrot der Gemeinde Wüstenrot und der Rest zu deren Teilgemarkung Neuhütten im Nordwesten. Im Ammertsweiler Teil liegt nur ein kleiner Randstreifen des namengebenden Dorfes, dagegen liegt das Dorf Finsterrot ganz innerhalb und das Dorf Neuhütten weit überwiegend. Neben den beiden besiedlungsstärksten Orten gibt es im Wüstenroter Gebietsteil noch etliche kleinere Siedlungsplätze.
Reihum grenzen die Einzugsgebiete der folgenden Nachbargewässer an:
- im Nordosten nimmt der Oberlauf der zum unteren Kocher fließenden Brettach zahlreiche Zuflüsse von der Wasserscheide her auf, vom Rappenbach über den Bach aus der Mollenklinge, das Streubächle, das Lumpenlochbächle bis hinauf zu den zwei Oberläufen des Bachs, der zuletzt in der Lohklinge verläuft;
- im Südosten konkurrieren der Altersbach und der verbliebene Rest des Mühlkanals zur Schloßmühle flussabwärts des Dachsbachs nunmehr zur Fichtenberger Rot, die viel weiter aufwärts den Kocher speist;
- im Südwesten vor der Dachsbach-Zumündung verläuft die Fichtenberger Rot wenig jenseits der Wasserscheide, weshalb ihr dort nur wenige kurze und anscheinend namenlose Nebengewässer von der Wasserscheide her zumünden;
- im Nordwesten fällt das Terrain steil ins große Waldgebiet um den oberen Bernbach ab, der zur mittleren Brettach fließt, er nimmt den Abfluss einiger nahe an der Scheide entstehender Berg- und Klingenbäche auf, des Bachs aus der Morgenklinge, des Bachs aus der Klinge Toter Mann, des Schalkbachs und des Hagenbachs.

### Zuflüsse und Seen
Liste der Zuflüsse und  Seen von der Quelle zur Mündung. Gewässerlänge, Seefläche, Einzugsgebiet und Höhe nach den entsprechenden Layern auf der Onlinekarte der LUBW. Andere Quellen für die Angaben sind vermerkt.
Auswahl.
Ursprung des Dachsbachs auf etwa 495 m ü. NHN in einer Wiese am Ostfuß des Steinknickles am westlichen Ortsrand von Wüstenrot-Neuhütten zwischen dem Naturfreundeweg und dem Weg zum Steinknickle. Zunächst Ostsüdostlauf.
- (Graben), von links und Norden auf etwa 480 m ü. NHN östlich von Neuhütten, ca. 0,3 km[LUBW 7] und über 0,2 km². Entsteht auf etwa 487 m ü. NHN nahe der Grundschule Neuhütten. In langen Abschnitten gerader Graben mit auch verdoltem Abschnitt und kurzen zulaufenden Gräben.
  -  In der Nordspitze des Teileinzugsgebietes liegt auf etwa 497 m ü. NHN ein Teich nördlich des Sportzentrums ohne offenen Abfluss zum Graben, unter 0,1 ha.
- Rehgraben, von links und Nordosten auf etwa 476 m ü. NHN an der Dachsbachquerung der Glashüttenstraße von Neuhütten nach Wüstenrot-Plapphof, 0,6 km und ca. 0,3 km². Entsteht auf etwa 489 m ü. NHN wenig östlich des Rehsees.
Von diesem Zufluss an fließt der Dachsberg mehr oder wenig südwärts.
  -  Durchfließt auf etwa 488,5 m ü. NHN den Rehsee westsüdwestlich von Wüstenrot-Blindenmannshäusle, 0,3 ha.
- Kühhofer Graben, von rechts und Westen auf 472,3 m ü. NHN[LUBW 2] gegenüber dem Plapphof, 1,3 km und ca. 0,4 km². Entsteht auf etwa 509 m ü. NHN am Waldaustritt der Straße vom Waldsportplatz in Richtung Wüstenrot-Kühhof. Der Kühhofer Graben fließt anfangs nordöstlich und wendet sich dann auf ostsüdöstlichen Lauf.
  - Neuhütter Graben, von links und Nordwesten auf etwa 478 m ü. NHN gegenüber dem Kühhof, 0,3 km und unter 0,1 km². Entsteht auf etwa 488 m ü. NHN am Ostrand von Neuhütten nahe dem Schulhaus.
- Durchfließt auf etwa 468 m ü. NHN den nördlichen, fast verlandeten der Lauxenseen südsüdöstlich des Plapphofs, einst 1,2 ha.
- Lauxenbach, von rechts und Westen auf etwa 466 m ü. NHN hundert Meter nach dem vorigen, 0,9 km und ca. 0,4 km². Entsteht auf etwa 495 m ü. NHN östlich der L 1090 Neuhütte–Weihenbronn in einer feuchten Mulde in der Ochsenweide.
  -  Durchfließt auf etwa 485–474 m ü. NHN südlich bis südöstlich von Wüstenrot-Lauxenhof die dicht aufeinanderfolgenden drei westlichen der Lauxenseen, zusammen 1,0 ha.
- Durchfließt wenig danach und bis zum Eintritt in den Finsterroter See ein langgezogenes Feuchtgebiet, in der unteren Hälfte als Feuchtgebiet beim Finsterroter See unter Naturdenkmalschutz stehend, 2,9 ha.
- Durchfließt auf 462 m ü. NHN[LUBW 2] den Finsterroter See, 2,0 ha.[LUBW 5]
- (Bach vom Gewann Ochsenmarkt her), von rechts und Westnordwesten in den obersten Teil des vorigen, 0,7 km und ca. 0,3 km². Entsteht auf etwa 484 m ü. NHN in der Wiesenflur nördlich des Nordwestendes von Wüstenrot-Finsterrot.
  -  Durchfließt auf etwa 469 m ü. NHN nördlich von Finsterrot den Neuen See, 0,5 ha.
- (Bach in der Steigenklinge der B 39), von rechts und Westnordwesten auf etwa 457 m ü. NHN am Südostrand von Finsterrot neben der Bundesstraße, 0,7 km und über 0,2 km². Entsteht auf etwa 480 m ü. NHN an der Dörflestraße von Finsterrot nach Wüstenrot-Dörfle.
  -  Durchfließt auf etwa 475–463 m ü. NHN fünf Teiche neben der Bundesstraße, zusammen etwa 0,7 ha.[LUBW 5][LUBW 8]
- (Bach aus dem Gewann Ströbele), von rechts und Westen auf etwa 456 m ü. NHN am Ostrand von Finsterrot-Berg gegenüber dem folgenden, ca. 0,7 km[LUBW 7] und über 0,2 km². Entsteht auf etwa 480 m ü. NHN nei Finsterrot-Dörfle.
  -  Durchfließt auf etwa 480–465 m ü. NHN eine Reihe von Teichen, zusammen ca. 0,7 ha.[LUBW 5][LUBW 8]
- Eng im Mündungsdreieck mit dem folgenden und im Norden von der Bundesstraße begrenzt liegt auf 455 m ü. NHN[LUBW 2] ein dammumgebener See, 2,1 ha. Er wird an seiner Nordostecke unter dem Seedamm hindurch von einem Abzweig des folgenden gespeist, dessen weiterer Lauf nach diesem Abzweig deutlich weniger Wasser führt.
- Dachsbach, von links und Nordnordosten auf etwa 452 m ü. NHN am Seeende, 1,6 km und ca. 1,3 km². Entsteht auf etwa 483 m ü. NHN im Wald Dachsbach. Der Bach fließt anfangs südsüdostwärts und bald am Rand einer Flurbucht.
  - (Zufluss), von links und Nordosten auf etwa 466 m ü. NHN am Wiedereintritt des Dachsbachs in den Wald, ca. 0,6 km[LUBW 7] und unter 0,3 km². Entsteht auf etwa 488 m ü. NHN im Flurgewann Wacholder an der K 2583 nahe dem Friedhof von Mainhardt-Ammertsweiler. Am Oberlauf unbeständig.
  - (Zufluss), von links und Osten auf etwa 463 m ü. NHN nach einer Waldwegquerung, ca. 0,3 km[LUBW 7] und ca. 0,1 km². Entsteht auf etwa 482 m ü. NHN am Flurrand westlich von Ammertsweiler.
  -  Durchfließt auf etwa 459 m ü. NHN einen Waldteich, 0,2 ha.
  - → (Abzweig zum See), nach rechts auf wenig über 452 m ü. NHN in den See im Mündungsdreieck mit dem anderen Dachsbach gleich nach der Unterquerung der B 39. Dieser sehr kurze, aber anscheinend den Großteil des Durchflusses erhaltende Ast läuft unter dem Damm hindurch und mündet dann in den See, der dem See entlanglaufende Hauptast ist nach dem Wasserverlust zuweilen fast oder ganz ausgetrocknet.
  - Neubruchbach, von links und Ostnordosten auf etwa 452 m ü. NHN wenig nach dem vorigen, 1,0 km und ca. 0,4 km². Entsteht auf etwa 492 m ü. NHN nahe dem Sportplatz südlich von Ammertsweiler.
  - ← (Ablauf des Sees), von rechts kurz vor der Mündung.
- Kurzer Abfluss eines Kleinteichs auf etwa 449 m ü. NHN von weit unter 0,1 ha, von links zwei Auenmäander vor dem folgenden.
- (Bach aus der Glasklinge), von links und Ostnordosten auf etwa 449 m ü. NHN im Naturschutzgebiet in der Herrenwiese kurz vor der Mündung, 1,0 km und ca. 0,4 km². Entsteht auf etwa 481 m ü. NHN im Waldgewann Glaswald.
  -  Durchfließt auf etwa 460 m ü. NHN am Mittellauf zwei direkt aufeinanderfolgende Waldteiche, zusammen 0,5 ha.
  -  Durchfließt auf etwa 452 m ü. NHN einen Waldteich am Klingenende kurz vor der Dachsbachaue, 0,3 ha.

Mündung des Dachsbachs auf 447,6 m ü. NHN etwa 0,4 km südlich der ehemaligen Finsterroter Mühle am Ende des Wiesengewanns Herrenwiese von links und Norden in die obere Fichtenberger Rot. An der Mündung knickt diese von zuvor westlichem auf südöstlichen Lauf ab. Der Dachsbach ist 4,3 km lang und hat ein 6,2 km² großes Einzugsgebiet.
Im Einzugsgebiet des Dachsbachs gab und gibt es etliche Stillgewässer. Der Vergleich mit älteren topographischen Karten aus den 1930er Jahren zeigt dabei einige heute nicht mehr existierende wie auch einige neu hinzugekommene Teiche und Seen.

## Geologie
Im Einzugsgebiet, das auf der Hochfläche des zum Keuperbergland gehörenden Mainhardter Waldes liegt, steht im Untergrund überall der Stubensandstein (Löwenstein-Formation) an. In den meisten Talsenken sind die Bachläufe von Schwemmlandstreifen begleitet. Gegenüber der Finsterroter Mühle am Unterlauf, zwischen dem Seitental des Neubruchbachs und der danach zulaufenden Glasklinge, schließt eine aufgelassene, als Geotop ausgewiesene Sandgraben am linken Hang den Stubensandstein auf.

## Natur und Schutzgebiete
Auf dem ersten, nach Osten bis Südosten laufenden, etwa einen Kilometer langen Abschnitt des Dachsbaches durchquert er bald das Dorf Neuhütten und läuft dann in einer Wiesenlandschaft als recht gerade gezogener Graben, teilweise auch verdolt. Mehr oder weniger nahe am Lauf liegen Nasswiesen. Nasswiesen und Feuchtgebiete, teilweise mit Röhrichtflächen, finden sich auch immer wieder an den Zuflüssen. Der Grund der dort schon deutlich eingetieften Talmulde vom Zufluss des Lauxbachs bis zum Finsterroter See ist sumpfig, kurze Gräben entwässern ihn zum Dachsbach hin, dessen Lauf dort teils von Röhricht begleitet ist und durch den Rückstau des Sees im unteren Abschnitt zwar wenig naturnah ist, aber mit der umgebenden Fläche als Naturdenkmal „Feuchtgebiet beim Finsterroter See“ unter Schutz steht.
Dem Lauxenbach und vor allem dem Zufluss vom Ochsenmarkt her, der im Finsterroter See zumündet, folgen abschnittsweise schmale Waldstreifen in dort westlich des Bachlaufs sonst überwiegend offener Landschaft, während sich auf diesem Abschnitt linksseits des Dachsbachs das große Waldgebiet gleichen Namens entlangzieht.
Auch nach der Unterquerung der B 39 zieht der Bach bald wieder an Feuchtgebieten vorbei, besonders auf seinem letzten, etwa 400 Meter langen Laufabschnitt, wo das Gewann Herrenwiese Teil des aus dem Rottal fast bis zur Finsterroter Mühle heraufziehenden Naturschutzgebietes Wiesen im Rot- und Dachsbachtal bei Finsterrot ist.
Das kleine Landschaftsschutzgebiet Steinknickle um die gleichnamige Höhenkuppe umfasst auch den Quellbereich des Dachsbachs an der Westseite von Neuhütten. Den größten Anteil am Einzugsgebiet hat aber das Landschaftsschutzgebiet Burgfrieden-Oberes Dachsbachtal, etwas weniger das Landschaftsschutzgebiet Oberstes Rottal mit Seitentälern und Umgebung um den unteren Lauf.
Der Großteil des Einzugsgebietes liegt in Wasserschutzgebieten, in einem kleineren nördlichen um Neuhütten und den Plapphof mit drei Wasserfassungen in der Talaue kurz vor Plapphof sowie in einem größeren mittleren und südlichen mit zwei Wasserfassungen östlich von Finsterrot.
Das gesamte Gebiet liegt im Naturpark Schwäbisch-Fränkischer Wald.

## Sehenswürdigkeiten

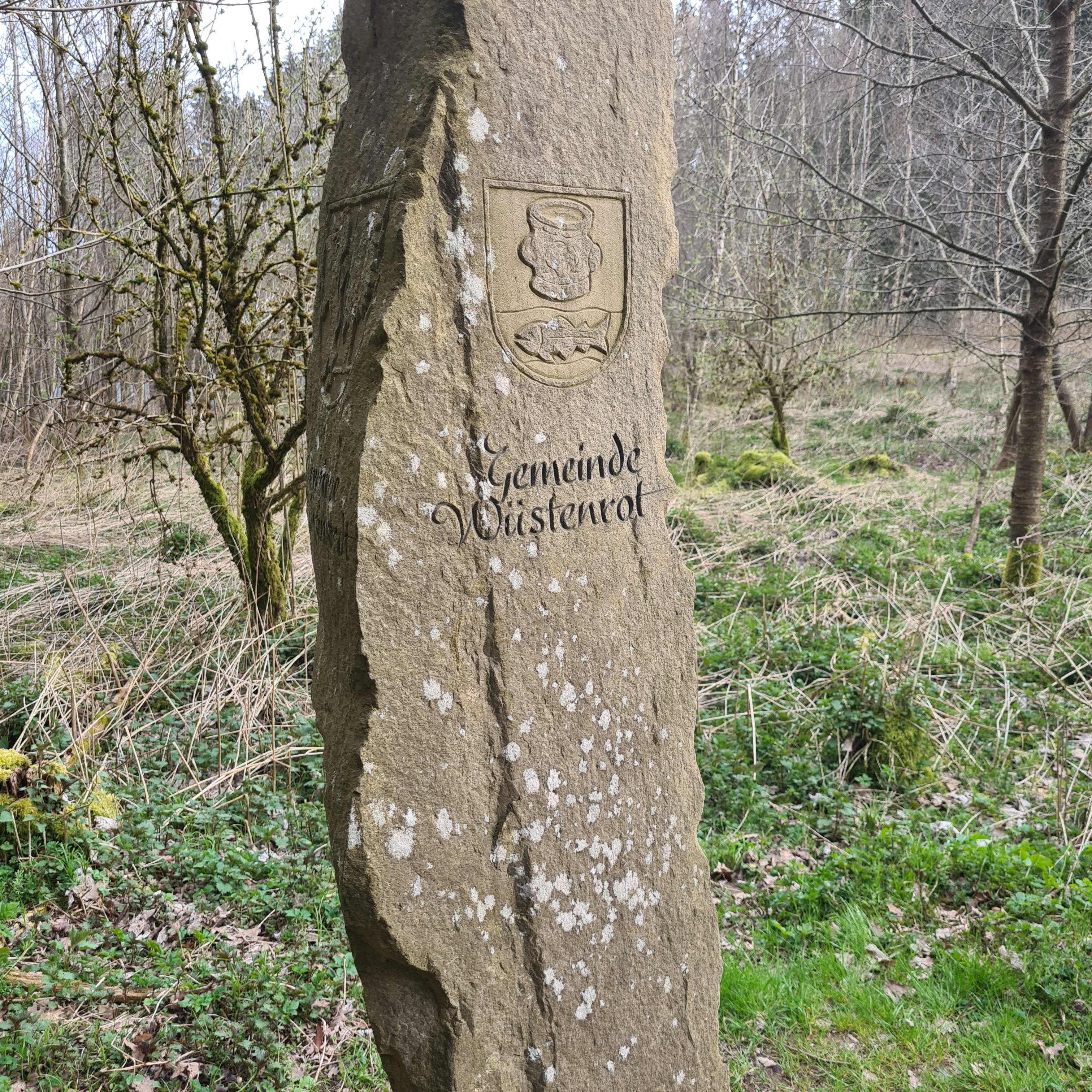
Stele Magisches Dreieck, Wüstenroter Seite

Wenige Schritte von der Mündung entfernt steht etwa an der Stelle, wo die Gemeindegebiete von Wüstenrot im Landkreis Heilbronn im Nordwesten, Mainhardt im Landkreis Schwäbisch Hall im Osten und Großerlach im Rems-Murr-Kreis im Süden zusammenstoßen, ein mit den Gemeindewappen auf drei Seiten markierter Naturstein.

### LUBW
Amtliche Online-Gewässerkarte mit passendem Ausschnitt und den hier benutzten Layern: Lauf und Einzugsgebiet des Dachsbachs

Allgemeiner Einstieg ohne Voreinstellungen und Layer: Daten- und Kartendienst der Landesanstalt für Umwelt Baden-Württemberg (LUBW) (Hinweise)
1. 1 2  Höhe nach dem Höhenlinienbild auf dem Hintergrundlayer Topographische Karte.
2. 1 2 3 4 5 6  Höhe nach grauer Beschriftung auf dem Hintergrundlayer Topographische Karte.
3. 1 2  Länge nach dem Layer Gewässernetz (AWGN).
4. 1 2  Einzugsgebiet nach dem Layer Basiseinzugsgebiet (AWGN).
5. 1 2 3 4  Seefläche nach dem Layer Stehende Gewässer.
6. ↑  Einzugsgebiet abgemessen auf dem Hintergrundlayer Topographische Karte.
7. 1 2 3 4 5  Länge abgemessen auf dem Hintergrundlayer Topographische Karte.
8. 1 2  Seefläche abgemessen auf dem Hintergrundlayer Topographische Karte.
9. ↑  Heutige Stillgewässer nach dem Layer Stehende Gewässer, frühere nach den Messtischblättern
  - 6822 Willsbach von 1932
  - 6823 Pfedelbach von 1932
  - 6922 Löwenstein von 1932
  - 6923 Sulzbach an der Murr

in der Deutschen Fotothek.
10. ↑  Schutzgebiete nach den einschlägigen Layern, Natur teilweise nach dem Layer Geschützte Biotope.

### Andere Belege
1. ↑  Abfluss-BW - Daten und Karten
2. ↑  Alte Mündungssituation nach:
  - Meßtischblatt 6923 Sulzbach an der Murr von 1931 in der Deutschen Fotothek
3. ↑  Wolf-Dieter Sick: Geographische Landesaufnahme: Die naturräumlichen Einheiten auf Blatt 162 Rothenburg o. d. Tauber. Bundesanstalt für Landeskunde, Bad Godesberg 1962. → Online-Karte (PDF; 4,7 MB)
4. ↑  Geologie nach den Layern zu Geologische Karte 1:50.000 auf: Mapserver des Landesamtes für Geologie, Rohstoffe und Bergbau (LGRB) (Hinweise). Ein ähnliches Bild bietet die unter → Literatur aufgeführte geologische Karte.
5. ↑  Stubenstandsteingrube nach dem Geotop-Steckbrief auf der Website des Landesamtes für Geologie, Rohstoffe und Bergbau (LGRB).